# Арковієн (Марказі)
Арковієн (перс. اركوين) — село в Ірані, у дегестані Шамсабад, у Центральному бахші, шахрестані Ерак остану Марказі. За даними перепису 2006 року, його населення становило 239 осіб, що проживали у складі 71 сім'ї.

## Клімат
Середня річна температура становить 10,33 °C, середня максимальна – 28,87 °C, а середня мінімальна – -10,97 °C. Середня річна кількість опадів – 243 мм.
| Клімат поселення                              | Клімат поселення | Клімат поселення | Клімат поселення | Клімат поселення | Клімат поселення | Клімат поселення | Клімат поселення | Клімат поселення | Клімат поселення | Клімат поселення | Клімат поселення | Клімат поселення | Клімат поселення |
| Показник                                      | Січ.             | Лют.             | Бер.             | Квіт.            | Трав.            | Черв.            | Лип.             | Серп.            | Вер.             | Жовт.            | Лист.            | Груд.            |                  |
| Середній максимум, °C                         | 5,08             | 6,56             | 10,30            | 16,90            | 22,29            | 27,50            | 28,87            | 28,70            | 24,09            | 17,78            | 11,22            | 5,94             |                  |
| Середня температура, °C                       | −2,95            | −1,46            | 2,27             | 8,87             | 14,26            | 19,48            | 23,34            | 23,16            | 18,55            | 12,27            | 5,69             | 0,42             |                  |
| Середній мінімум, °C                          | −10,97           | −9,48            | −5,76            | 0,84             | 6,25             | 11,44            | 17,82            | 17,65            | 13,02            | 6,73             | 0,16             | −5,12            |                  |
| Норма опадів, мм                              | 36               | 36               | 45               | 33               | 26               | 4                | 2                | 1                | 0                | 7                | 22               | 31               |                  |
| Середньомісячна швидкість вітру, м/с          | 1.46             | 2.35             | 2.44             | 2.86             | 2.34             | 2.20             | 2.09             | 1.98             | 2.03             | 1.98             | 1.72             | 1.48             |                  |
| Середньомісячна сонячна радіація, кДж/м²·день | 9496             | 12540            | 15380            | 18512            | 22529            | 26871            | 25973            | 24301            | 21447            | 15967            | 11238            | 9210             |                  |
| --------------------------------------------- | ---------------- | ---------------- | ---------------- | ---------------- | ---------------- | ---------------- | ---------------- | ---------------- | ---------------- | ---------------- | ---------------- | ---------------- | ---------------- |
| Джерело:                                      |                  |                  |                  |                  |                  |                  |                  |                  |                  |                  |                  |                  |                  |